# Marvel Super Héros (jeu de rôle)
Marvel Super Héros (en version originale Marvel Super Heroes, abrégé en MSHRPG), aussi connu comme le « système FASERIP » (en référence à ses caractéristiques), est un jeu de rôle américain dérivé de l'univers Marvel. Il est publié en 1984 par TSR, sous licence Marvel Comics.
En 1986 apparaît une édition améliorée appelée : Marvel Superheroes – Advanced Set. Jeff Grubb (en) est le concepteur des deux éditions et Steve Winter (en) les a écrites. Les deux éditions utilisent le même système de jeu.
En 1991 paraît Marvel Superheroes – Basic Set, une version simplifiée de l'édition de 1986. Certains points de règles sont plus détaillés que la version de 1984 (options de combat...) mais d'autres très simplifiés (la magie, l'équipement...).
Le jeu, dans sa première version, est traduit en français et distribué par Schmidt France en 1988.
Ce jeu de rôle a été conçu pour permettre aux joueurs d'interpréter des super-héros connus, comme Spider-man, Daredevil, Hulk ou encore Captain America. Mais la principale particularité de ce jeu est la possibilité de créer son propre super-héros et d'avoir accès à un système de jeu simple et facile permettant de simuler des combats de super-héros. Ainsi, dans sa première version on peut donc trouver un livre de bataille (Battle Book en version originale) de 16 pages.

## Système de jeu

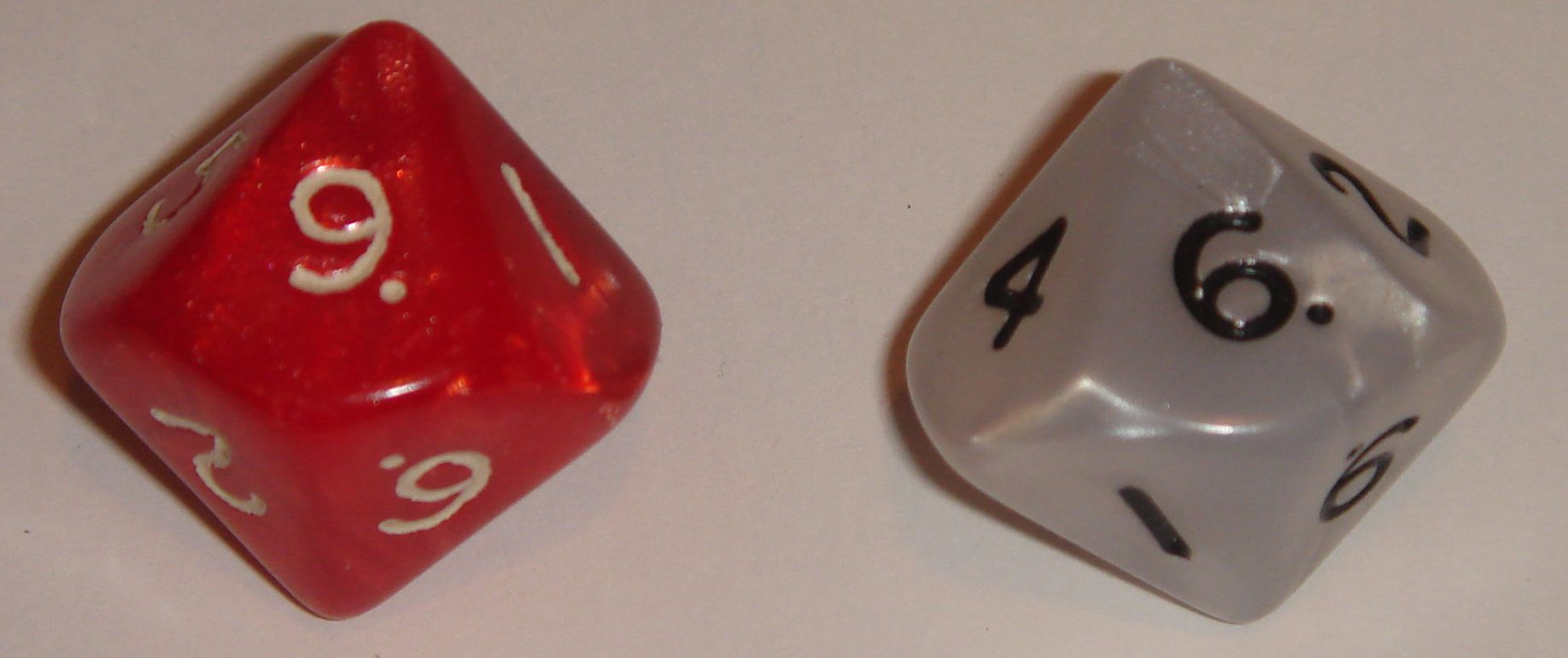
Deux dés à 10 faces utilisés pour générer un pourcentage.

La quasi-totalité des situations se résolvent par un jet de pourcentage (avec un dé à cent faces) en confrontant le résultat à la « Table Universelle des Résultats ». Cette table est divisée en deux parties, celle du haut récapitule les actions offertes au personnage et celle du bas contient plusieurs colonnes représentant une graduation croissante de puissance.
Suivant le personnage et le type d'action, le joueur effectue un jet de dés dans une ces colonnes. Suivant le résultat du jet de dé, le personnage obtient un résultat d'une certaine « couleur » dans la table — allant du blanc au rouge, en passant par le vert et le jaune — déterminant la réussite ou non de l'action.

### Origines du personnage
Chaque personnage a une origine, déterminant notamment de quelle manière il a acquis ses pouvoirs. Il en existe cinq : 
- les Humains Altérés (Altered Humans en version originale) sont des êtres humains ayant obtenu leurs pouvoirs après un événement spécifique (tel Spider-Man)
- les High-Tech sont des gens normaux dont leurs pouvoirs dérivent d'engins technologiques (tel Iron Man)
- les Mutants sont des personnes nées avec leurs pouvoirs, grâce au gêne dit « X » (comme les X-Men)
- les Robots sont tout simplement des robots (tel Ultron), mais cette catégorie regroupe aussi les androïdes (telle la Vision), ainsi que les cyborgs (tel Machine Man)
- les Aliens est un terme générique pour inclure les personnages ne provenant pas de la planète Terre, comme les êtres extra-dimensionnels tels que Thor ou Hercule et les extraterrestres (tel Silver Surfer).

#### La magie dans l'Univers Marvel
L'utilisation de la magie dans l'Univers Marvel est spécifiée et détaillée dans l'Advanced Set et permet donc de jouer un personnage magicien, avec des règles qui diffèrent donc dans leur utilisation des pouvoirs des super-héros dérivés des cinq origines spécifiées plus haut. Ainsi, un joueur peut jouer un personnage comme Doctor Strange. Il est aussi utile de dire que même si des personnages peuvent combiner magie et pouvoirs dérivés d'une des cinq origines de base, comme c'est le cas avec Docteur Fatalis ou la Sorcière rouge, la création de personnage ne le permet pas.
L'édition Advanced Set sera suivi en 1986 de trois livres de Kim Eastland, propres à la magie :
- Realms of Magic - Book 1 : Manual of Magic
- Realms of Magic - Book 2 : Manual of Mysticism
- Realms of Magic - Book 3 : Codex of Characters and Creatures.

Ces trois livres sont un parfait complément pour comprendre comment créer un personnage magicien plus en détails, comment s'utilise la magie dans l'Univers Marvel et connaître aussi les principaux personnages et autres dimensions où évoluent certains de ces magiciens ou êtres mystiques.

### Caractéristiques
Tous les personnages ont sept caractéristiques : quatre dites physiques — le Combat (Fighting), l'Agilité (Agility), la Force (Strenght) et l'Endurance (Endurance) — et trois dites mentales — le Raisonnement (Reason), l'Intuition (Intuition) et la Psyché (Psyche). La première lettre de chaque nom en version originale (ici entre parenthèses) est à l'origine de l'acronyme FASERIP, utilisé généralement par les joueurs pour caractériser le système de jeu.
- Combat : détermine la faculté du personnage à se battre au corps à corps, que ce soit pour toucher ou se défendre ;
- Agilité : détermine la faculté du personnage à se défendre contre les attaques à distance, d'effectuer des actions impliquant de la dextérité ou même effectuer des acrobaties ;
- Force : détermine les dommages infligés par le personnage lors de combats corps à corps et sert dans tous les travaux de force, comme soulever ou détruire des objets lourds ;
- Endurance : détermine la résistance physique du personnage aux dommages physiques (incluant aussi les maladies, les poisons, etc.) et détermine aussi à quelle vitesse peut courir un personnage et combien de temps il le peut ;
- Raisonnement : détermine ou pas le succès du personnage dans les tâches relatives aux connaissances intellectuelles et aux technologies ;
- Intuition : représente l'instinct, la perception et la conscience de son environnement du personnage ;
- Psyché : représente la force mentale du personnage et est utilisée dans les choses relatives au psychisme ou à la magie.

Le score de chaque caractéristique est généralement compris entre 1 et 100 ; un humain normal a des caractéristiques aux alentours de 6. Au-delà de 30, celles-ci deviennent super héroïques. Au delà de 100, cela concerne les êtres dits cosmiques.
Les concepteurs du jeu ont voulu préserver un aspect « Marvel Comics » dans le jeu et pour cet effet, un certain nombre d'adjectifs ont été utilisés pour nommer les « rangs » (« colonnes ») de cette graduation chiffrée ; ainsi, un personnage ayant 50 dans une caractéristique aura un rang Amazing, en référence à Spider-Man (The Amazing Spider-Man). L'ensemble des colonnes se retrouve sur la Table Universelle des Résultats. Chaque rang/colonne possède ainsi une variation chiffrée, servant à déterminer la réussite de chaque personnage.

### Super pouvoirs
Au-delà des sept caractéristiques, un personnage dispose de super pouvoirs (en anglais Known Powers), comme la capacité de marcher aux murs de Spider-Man. Les pouvoirs fonctionnent selon une base ad hoc, ainsi le personnage, dans sa description, a un choix assez large sur la manière dont fonctionnent ses pouvoirs dans le jeu.

### Talents
Les Talents sont assez divers et variés et permettent au personnage d'avoir un bonus de colonne dans un champ spécifique et donc d'accroître ses chances de réussites. Ils traduisent la vie du personnage, liée à sa profession et ses loisirs ; si le personnage est médecin, il aura le talent « Médecine », si c'est un expert en arts martiaux, il aura les talents en conséquence ; s'il est étudiant, il aura le talent « Étudiant », etc. Les talents permettent ainsi de peaufiner le cadre du personnage.

### Ressources et popularité
Un personnage possède deux caractéristiques variables, soumises aux mêmes termes que les sept autres : les Ressources et la Popularité. À la seule différence qu'elles peuvent très vite évoluer suivant les actions du personnage.
Les Ressources représentent la faculté du personnage à obtenir des biens et services. En d'autres termes, il s'agit de la richesse du personnage, issue de sa profession, de son patrimoine, de son argent en banque ou de tout autre investissement. La version Advanced Set du jeu a une section permettant au joueur de savoir ce qu'il peut louer ou acheter comme habitation ou équipement, lui donnant ainsi un parfait exemple de son train de vie potentiel. Les ressources peuvent donc permettre au personnage d'acheter des choses (comme une voiture de sport) et dans ce cas elles sont utilisées comme une caractéristique avec un jet de dé à effectuer suivant les ressources du joueur et le prix d'achat de la chose. Elles peuvent varier en jeu, suivant les péripéties du personnage.
La Popularité mesure à quel point le personnage est aimé et admiré dans l'Univers Marvel. Un personnage démarre généralement à 0. La popularité pouvant être négative dans le jeu, un personnage ayant une telle popularité sera considéré comme un super-vilain par le public. Le rang de popularité peut servir à influencer les personnages non-joueurs, ainsi Captain America, symbole reconnu des États-Unis, n'aura aucun mal à faire accepter à un enfant de rentrer chez lui, mais se faire battre en pleine rue et à la vue de tous par un super-vilain lui fera perdre des points de popularité. De plus, un super-héros ayant une identité secrète ne peut pas obtenir le même résultat quand il est « en civil » ; ainsi Steve Rogers (l'identité secrète du Captain) aura moins d'impact que Captain America sur un auditoire public. Dans le jeu, un mutant démarre avec des points de popularité en moins, car les mutants sont craints.

### Karma
À la création du personnage, le Karma est déterminé par les caractéristiques Raisonnement, Intuition et Psyché. Lors du déroulement d'une aventure, le système du Basic Set permet à chaque joueur de pouvoir augmenter leurs chances de réussite en déclarant au meneur de jeu vouloir dépenser des points de Karma avant d'effectuer un jet de dé spécifique. Une fois ce jet de dé effectué, le joueur doit dépenser un minimum de dix points de Karma et ne peut en dépenser que par tranche de cinq supplémentaires, dans la mesure où il n'est pas possible de dépasser 100 sur un jet de dé.
Le Karma est distribué par le Meneur de jeu (en anglais « Judge ») à chaque fin de session ou partie de jeu (comme les points d'expérience dans d'autres jeux de rôle). Des points de Karma supplémentaires peuvent être obtenus si des actions héroïques ont été accomplies, comme sauver un enfant d'une mort certaine. A contrario, des points de Karma peuvent être perdus si des actions nuisibles ont été accomplies, comme une action ayant permis à un super-vilain de braquer une banque plus facilement. La totalité du Karma (celui noté sur la feuille du personnage au moment des faits) peut être perdue si le personnage tue ou laisse mourir quelqu'un, même s'il s'agit d'un super-vilain.
Dans la version Advanced Set, le Karma devient aussi l'équivalent des points d'expérience que l'on retrouve dans la plupart des autres jeux de rôles. Il permet à terme de pouvoirs augmenter les caractéristiques, les pouvoirs, les ressources ou la popularité. Il permet aussi de pouvoir acheter de nouveaux pouvoirs ou talents. Ce coût pour ces actions est assez élevé. On se retrouve donc avec un système « 2 en 1 », permettant certes de pouvoir augmenter les jets de dés pour réaliser une action quasi impossible, mais aussi d'accroître les capacités du personnage. Cependant, le fait de se croire invincible et la lenteur pour augmenter le personnage peut réfréner joueurs et meneurs de jeu. Mais c'est un système de jeu permettant aux protagonistes d'adopter un comportement éthique et moral en jeu et d'essayer de s'y tenir.

### Contacts
Les Contacts reflètent les relations privilégiées que le personnage possède. Si le personnage a par exemple un ami proche avocat, ce dernier pourrait l'aider dans certaines situations, si tant est bien sûr que le personnage le sollicite. Certains talents permettent également gagner un ou deux contacts. Les personnages peuvent gagner ou perdre des contacts suivant le cours de leurs aventures héroïques.

## Création du personnage
Les deux éditions du jeu proposent un système de création de personnage entièrement aléatoire, comme dans d'autres jeux TSR de l'époque (tel Donjons & Dragons), pouvant entraîner des personnages pas toujours bien équilibrés. Cependant, la première édition propose au joueur de décrire au Maître de jeu le personnage qu'il souhaiterait incarner, les deux pouvant ainsi travailler en commun pour y arriver. Le Maître de jeu a ainsi toutes latitudes pour déterminer les caractéristiques, pouvoirs et autres talents du personnage.
Le supplément The Ultimate Powers Book de David Edward Martin liste un plus grand nombre de pouvoirs par rapport à l'édition Advanced Set et donc augmente et diversifie les possibilités de création de personnage, tout en gardant cependant le côté aléatoire de cette création.
Le jeu permet aussi de pouvoir jouer des super-héros déjà existant dans les comics, que l'on retrouve, pour certains, dans les deux boîtes de jeu sous la forme de grandes cartes avec une illustration au verso.

## Mécanique du jeu
Le système de jeu repose sur deux mécaniques : le système de colonnes (Column Shifts en anglais) et le système de couleurs, traduisant le degré de réussite. Ces deux mécaniques traduisant donc la difficulté d'une action et nécessitent donc l'utilisation de la Table Universelle.
Une colonne est utilisée quand un personnage tente une action exceptionnelle, facile ou difficile. Une colonne vers la gauche traduit un malus, à l'inverse donc, une colonne vers la droite traduit un bonus. Par exemple, un personnage a une Intuition de Excellent (EX), faisant de lui une personne avec une perception au-dessus de la moyenne, fixée à Typical (TY), le maître de jeu peut décider d'accorder un bonus de 1 colonne pour tenter de découvrir une porte dérobée sommairement dissimulée, donc le jet se fera à Excellent plus 1 colonne vers la droite, soit Remarkable (RM). À contrario, une porte dérobée ou un piège qu'on le peut difficilement percevoir, le maître de jeu pourra donner par exemple une pénalité de 1 colonne, soit Excellent moins 1 colonne vers la gauche, donc Good (GD). Pour rappel, ces exemples se retranscrivent toujours sur la Table Universelle.
Chaque colonne utilisée pour toute capacité est divisée en quatre couleurs : blanc, vert, jaune et rouge. Un résultat blanc indique toujours un échec. Un résultat vert est souvent demandé pour réussir une action particulière. Les couleurs jaune et rouge sont des résultats requis pour réussir des actions difficiles, comme résister à un KO ou pour ne pas mourir. Toutefois, le maître de jeu peut décider à l'avance que la couleur requise soit jaune ou rouge pour une action s'il estime que cette action est plus difficile que prévu.
Les règles additionnelles des deux versions du jeu ont la même mécanique de jeu pour les tâches non-violentes. Par exemple : un personnage devant effectuer un jet de Raisonnement pour faire fonctionner un engin issu d'une technologie extra-terrestre, pourrait voir ses chances de réussite être modifiées par la complexité de l'engin.

## Publications
- La première version de 1984 contenait le livre des règles (Campaign Book) de 48 pages, le livre de combat (Battle Book) de 16 pages, le scénario Day of Octopus de 16 pages, 8 cartes de super-héros, un plan en couleurs avec 25 pièces cartonnées faisant office de figurines et un dé 100.
- La version Advanced Set de 1986 contenait le livre du joueur (Player's Book) de 96 pages, le livre du maître (Judge Book) de 64 pages, un livret de cartes de super-héros, un plan en couleurs et un dé 100.
- La version Basic Set de 1991 contenait un livre de règles (Rule Book) et un catalogue de personnages (Campaign Book), de 64 pages chacun, 100 figurines en carton, 56 fiches de personnage, et deux plans en couleurs.

### Suppléments officiels
Le jeu a bénéficié d'un grand nombre de suppléments officiels (comme The Ultimate Powers Book, cité plus haut) et de scénarios. Il a même bénéficié d'une tribune dans l'ancien magazine de TSR, Dragon, qui lui permettait de mettre en lumière un personnage ou un groupe de personnages qui n'apparaissaient pas dans l'une des trois éditions du jeu de rôle.

### Rétroclones
La popularité de ce système de jeu, perdurant bien au-delà de son existence éditoriale (1984-1992), conduisit des créateurs de jeu à en produire des rétroclones visant à le faire renaître sous une licence libre :
- Système 4C (depuis 2007), un système très dépouillé ;
- FASERIP (depuis 2015), un système plus avancé.